# Charlotte Böhmer
Charlotte Böhmer   (Niederschelden, 14 de març de 1933), de casada Schmidt, és una atleta alemanya, ja retirada, especialista en curses de velocitat, que va competir durant les dècades de 1950 i 1960. Es casà amb el també atleta Paul Schmidt.
En el seu palmarès destaca una medalla de plata en els 4x100 metres del Campionat d'Europa d'atletisme de 1954. Formà equip amb Irmgard Egert, Irene Brutting i Maria Sander. Va guanyar el campionat nacional de la República Federal Alemanya dels 200 metres el 1954 i 1955 i dels 4x100 metres el 1954, 1956 i 1959. En pista coberta guanyà els campionats nacionals dels 60 metres el 1956 i del relleu 4×1 volta el 1957 i 1959.

## Millors marques
- 100 metres. 12.0" (1954)
- 200 metres. 24.7" (1954)[6]